# تیموس
تیموس (به انگلیسی: Thymus) یا آویشَنَگ گلو یک اندام لنفاوی تخصص یافته در دستگاه ایمنی بدن است. تنها فعالیت شناخته شده آن بالغ کردن لنفوسیت‌های تی است، که سلول‌های حیاتی و عملکردی دستگاه ایمنی تطبیقی بدن هستند. لنفوسیت‌هایT نابالغ پس از تولید در مغز استخوان از طریق جریان خون به این اندام در پشت جناغ سینه منتقل میشود و در آن جا بالغ می‌شوند. تا به جای اصلیشان برگردند.
تیموس در قسمت جلویی و بالایی سینه و مقابل ناحیهٔ میان‌سینه و پشت جناغ و در جلوی قلب قرار گرفته‌است ، و متشکل از دو لوب هرمی نابرابر متصل به هم توسط بافت سلولی، یک بافت لنفاوی، مترشحه هورمونی برای کنترل لنفوسیت‌سازی است.
اندازه تیموس بزرگتر از تیروئید است.
از لحاظ بافت‌شناسی هر یک از لوب‌های تیموس از یک هسته مرکزی (central medulla) و یک کورتکس یا لایهٔ بیرونی تشکیل شده، که به وسیلهٔ یک روپوش خارجی کپسول مانند احاطه شده‌است. بخش مرکزی و بیرونی هر کدام وظیفهٔ متفاوتی در توسعهٔ لنفوسیت-تی دارند. تیموس متشکل از یک سری سلول‌های نابالغ لنفوسیت تی موسوم به تیموسیت‌ها و یک سری سلول‌های بافت پوششی است، که این سلول‌ها به تکامل و بلوغ تیموسیت‌ها کمک می‌کنند.
وزن تیموس در جنینی که تازه به دنیا آمده در حدود ۷۰ تا ۷۵ گرم است، و بیشترین فعالیت خود را در دوران نوزادی و قبل از بلوغ دارد. با رشد کودک تیموس به مرور کوچک و کوچک‌تر شده و فعالیتش کاهش می‌یابد و به مرور زمان بافت چربی جایگزین بافت‌های لنفاوی و پوششی‌اش می‌شود. تیموس در هنگام بلوغ بسیار کوچک شده و فعالیتش بسیار کم شده اما به‌طور کامل متوقف نمی‌شود. رنگ این عضو بدن در ابتدا صورتی مایل به خاکستری بوده و در میانسالی به علت جایگزینی چربی به رنگ زرد در می‌آید.
وجود مشکلات در تیموس می‌تواند باعث توقف فعالیت و در نتیجه کاهش در تعداد لنفوسیت‌های-تی شود و سبب ابتلای شخص به بیماری‌های خودایمنی مانند میاستنی گراویس یا بیماری APS-1 شود. دانشمندان از دورهٔ یونان باستان از وجود این عضو در بدن با خبر بودند، اما در مورد وظیفه و عملکرد این عضو تا دهه ۱۹۶۰ میلادی اطلاعات دقیقی وجود نداشته‌است.

## فعالیت
در دو لوب تیموس، تیموسیت‌ها (thymusytes) به لنفوسیت-تی بلوغ پیدا می‌کنند و این سلول‌ها پس از بلوغ از تیموس مهاجرت کرده و مجموعهٔ لنفوسیت های-تی را به صورت یک مجموعهٔ جانبی تشکیل می‌دهند. نبود تیموس در سال‌های اولیه که از جهش ژنتیکی حاصل می‌شود، موجب اختلال در دستگاه ایمنی می‌شود و مقاومت در برابر بیماری‌های عفونی را کاهش می‌دهد. تجمع لنفوسیت‌های-تی در اوایل زندگی شروع می‌شود، در نتیجه، عمل آن در افراد بزرگسال کاهش می‌یابد. در افراد مسن به سختی تیموس قابل تشخیص است اما به فعالیت خود به عنوان یک غدهٔ درون ریز و برای تحریک دستگاه ایمنی ادامه می‌دهد.

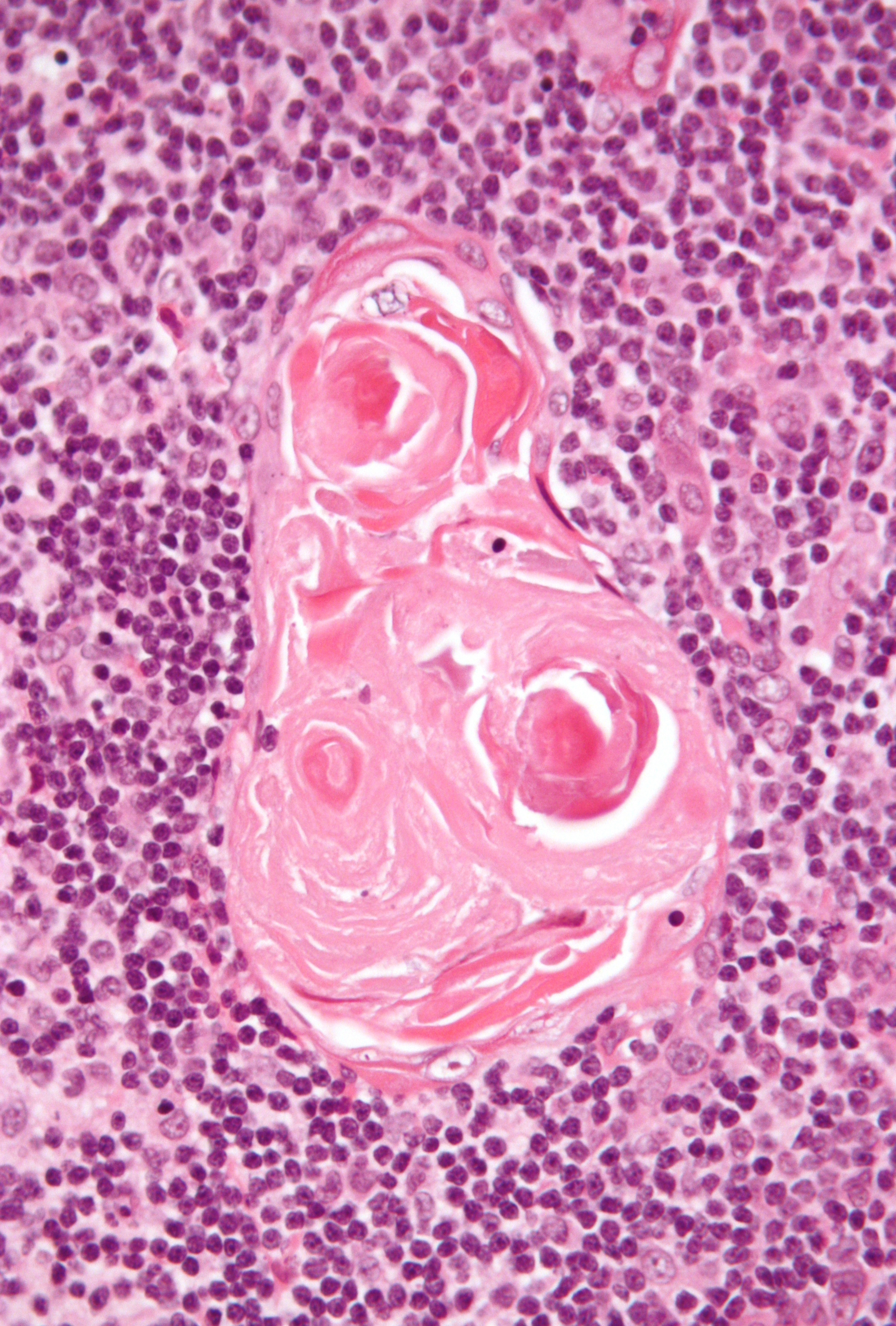

و همچنین این غده ترشح هورمون تیموسین را بر عهده دارد.

## نگارخانه

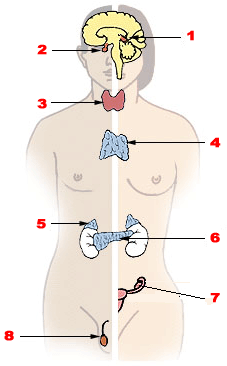
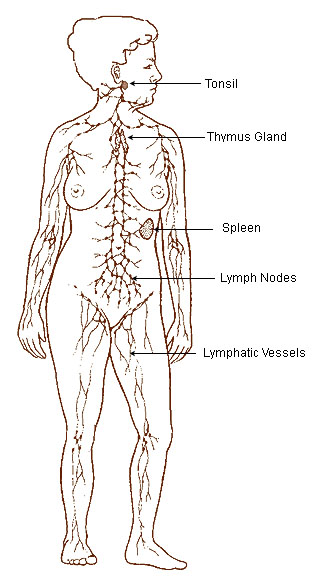
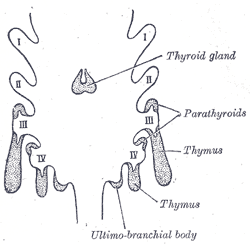